# Gran Premio de Francia de Motociclismo de 1983
El Gran Premio de Francia de Motociclismo de 1983 fue la segunda prueba de la temporada 1983 del Campeonato Mundial de Motociclismo. El Gran Premio se disputó el 3 de abril de 1983 en el Circuito Bugatti.

## Resultados 500cc
En la categoría reina, festival de los Honda con Freddie Spencer, Marco Lucchinelli y Ron Haslam ocupando las tres primeras posiciones del podio. El campeón mundial, Kenny Roberts, se tuvo que retirar por una fisura en el tubo de escape.
Esta carrera tuvo una nota trágica con la muerte del suizo Michel Frutschi. El piloto se fracturó el cráneo y el fémur quedando inconsciente en la pista. Trasladado al hospital de Le Mans, moriría poco después.
| Pos.     | Piloto              | Moto   | Tiempo     | Pts. |
| -------- | ------------------- | ------ | ---------- | ---- |
| 1        | Freddie Spencer     | Honda  | 47:47.900  | 15   |
| 2        | Marco Lucchinelli   | Honda  | +14.990    | 12   |
| 3        | Ron Haslam          | Honda  | +36.280    | 10   |
| 4        | Kenny Roberts       | Yamaha | +44.110    | 8    |
| 5        | Keith Huewen        | Yamaha | +44.850    | 6    |
| 6        | Marc Fontan         | Yamaha | +45.720    | 5    |
| 7        | Barry Sheene        | Suzuki | +46.090    | 4    |
| 8        | Guido Paci          | Honda  | +1:30.190  | 3    |
| 9        | Sergio Pellandini   | Suzuki | +1:33.850  | 2    |
| 10       | Jack Middelburg     | Honda  | +1:35.820  | 1    |
| 11       | Wolfgang von Muralt | Suzuki | +1:39.650  |      |
| 12       | Philippe Coulon     | Suzuki | +1:43.140  |      |
| 13       | Peter Sjöström      | Suzuki | +1 Vuelta  |      |
| 14       | Maurizio Massimiani | Honda  | +1 Vuelta  |      |
| 15       | Louis-Luc Maisto    | Suzuki | +1 Vuelta  |      |
| 16       | Walter Migliorati   | Suzuki | +1 Vuelta  |      |
| 17       | Stuart Avant        | Suzuki | +1 Vuelta  |      |
| 18       | Ernst Gschwender    | Suzuki | +1 Vuelta  |      |
| 19       | Jon Ekerold         | Cagiva | +3 Vueltas |      |
| Ret      | Paolo Ferretti      | Yamaha | Ret        |      |
| Ret      | Alain Röthlisberger | Yamaha | Ret        |      |
| Ret      | Marco Greco         | Suzuki | Ret        |      |
| Ret      | Steve Parrish       | Yamaha | Ret        |      |
| Ret      | Chris Guy           | Suzuki | Ret        |      |
| Ret      | Eero Hyvärinen      | Suzuki | Ret        |      |
| Ret      | Virginio Ferrari    | Cagiva | Ret        |      |
| Ret      | Leandro Becheroni   | Suzuki | Ret        |      |
| Ret      | Michel Frutschi     | Honda  | Ret        |      |
| Ret      | Didier de Radiguès  | Honda  | Ret        |      |
| Ret      | Franco Uncini       | Suzuki | Ret        |      |
| Ret      | Raymond Roche       | Honda  | Ret        |      |
| Ret      | Gustav Reiner       | Suzuki | Ret        |      |
| Ret      | Eddie Lawson        | Yamaha | Ret        |      |
| Ret      | Randy Mamola        | Suzuki | Ret        |      |
| Ret      | Jean Lafond         | Fior   | Ret        |      |
| Ret      | Andreas Hofmann     | Suzuki | Ret        |      |
| DNS      | Boet van Dulmen     | Suzuki | DNS        |      |
| DNS      | Takazumi Katayama   | Honda  | DNS        |      |
| Sources: |                     |        |            |      |

## Resultados 250cc
En el cuarto de litro, el debutante Alan Carter obtuvo la que sería la única victoria de su carrera, siendo este el segundo Gran Premio que disputaba. Por detrás de él, el suizo Jacques Cornu y el francés Thierry Rapicault quedaron segundo y tercero respectivamente.
| Pos. | Piloto                 | Moto        | Tiempo    | Pts. |
| ---- | ---------------------- | ----------- | --------- | ---- |
| 1    | Alan Carter            | Yamaha      | 42:29.910 | 15   |
| 2    | Jacques Cornu          | Yamaha      | +2.430    | 12   |
| 3    | Thierry Rapicault      | Yamaha      | +2.990    | 10   |
| 4    | Didier de Radiguès     | Chevallier  | +3.720    | 8    |
| 5    | Tony Head              | Armstrong   | +18.570   | 6    |
| 6    | Patrick Fernandez      | Bartol      | +19.690   | 5    |
| 7    | Jacques Bolle          | Yamaha      | +25.870   | 4    |
| 8    | Harald Eckl            | Yamaha      | +26.810   | 3    |
| 9    | Thierry Espié          | Chevallier  | +27.210   | 2    |
| 10   | Jean-Marc Toffolo      | Rotax       | +27.450   | 1    |
| 11   | Jean-Michel Mattioli   | Yamaha      | +29.330   |      |
| 12   | Pierre Bolle           | Yamaha      | +24.300   |      |
| 13   | Sito Pons              | Kobas-Rotax | +25.100   |      |
| 14   | Iván Palazzese         | Yamaha      | +35.470   |      |
| 15   | Jean-François Baldé    | Chevallier  | +42.950   |      |
| 16   | Bruno Lüscher          | Yamaha      | +44.000   |      |
| 17   | Christian Estrosi      | Pernod      | +48.540   |      |
| 18   | Reinhold Roth          | Yamaha      | +53.910   |      |
| 19   | Ikeda Tasuda           | Yamaha      | +1:02.570 |      |
| 20   | Paolo Ferretti         | Rotax       | +1:07.270 |      |
| 21   | Carlos Cardús          | Kobas-Rotax | +1:48.720 |      |
| Ret  | Guy Bertin             | MBA         | Ret       |      |
| Ret  | Jean-Louis Tournadre   | Yamaha      | Ret       |      |
| Ret  | Patrick Chatelet       | Yamaha      | Ret       |      |
| Ret  | Martin Wimmer          | Yamaha      | Ret       |      |
| Ret  | Philippe Robles        | Yamaha      | Ret       |      |
| Ret  | Carlos Lavado          | Yamaha      | Ret       |      |
| Ret  | Bernard Fau            | Yamaha      | Ret       |      |
| Ret  | Edwin Weibel           | Yamaha      | Ret       |      |
| Ret  | Jean Foray             | Yamaha      | Ret       |      |
| Ret  | Roland Freymond        | Armstrong   | Ret       |      |
| Ret  | Christian Sarron       | Yamaha      | Ret       |      |
| Ret  | Donnie Robinson        | Yamaha      | Ret       |      |
| Ret  | Jean-Louis Guignabodet | Yamaha      | Ret       |      |
| Ret  | Patrick Igoa           | Yamaha      | Ret       |      |

## Resultados 125cc
En el octavo de litro, el español Ricardo Tormo no dio opción a sus rivales. Saliendo desde la pole, dominó la carrera de principio a fin con su recién estrenada MBA. Primera victoria de su carrera en el Mundial del italiano Ezio Gianola que entró por delante de su compañero de Garelli Fausto Gresini, y el suizo Bruno Kneubühler. Gracias a este segundo puesto, Gresini se coloca la frente de la clasificación general, superando por un punto a Pier Paolo Bianchi, que en esta Gran Premio fue quinto.
| Pos. | Piloto                 | Moto    | Tiempo     | Pts. |
| ---- | ---------------------- | ------- | ---------- | ---- |
| 1    | Ricardo Tormo          | MBA     | 45:25.160  | 15   |
| 2    | Jean-Claude Selini     | MBA     | +35.510    | 12   |
| 3    | Maurizio Vitali        | MBA     | +41.230    | 10   |
| 4    | Johnny Wickström       | MBA     | +43.430    | 8    |
| 5    | Thomas Møller-Pedersen | MBA     | +43.700    | 6    |
| 6    | Jikka Jaakkola         | MBA     | +48.990    | 5    |
| 7    | Bruno Kneubühler       | MBA     | +1:10.170  | 4    |
| 8    | Giuseppe Ascareggi     | MBA     | +1:11.040  | 3    |
| 9    | Pierluigi Aldrovandi   | MBA     | +1:12.590  | 2    |
| 10   | Patrick Lagrive        | MBA     | +1:22.490  | 1    |
| 11   | Willi Hupperich        | MBA     | +1:44.280  |      |
| 12   | Peter Sommer           | MBA     | +1:46.850  |      |
| 13   | Stefan Dörflinger      | MBA     | +2:57.330  |      |
| 14   | Helmut Lichtenberg     | MBA     | +1 Vuelta  |      |
| 15   | Libero Piccirillo      | MBA     | +1 Vuelta  |      |
| 16   | Rolf Rüttimann         | MBA     | +1 Vuelta  |      |
| 17   | Patrick Daudier        | MBA     | +1 Vuelta  |      |
| 18   | Joe Genoud             | MBA     | +2 Vueltas |      |
| 19   | Antonio Boronat        | MBA     | +3 Vueltas |      |
| Ret  | Eugenio Lazzarini      | Garelli | Ret        |      |
| Ret  | Stefano Caracchi       | MBA     | Ret        |      |
| Ret  | Lucio Pietroniro       | MBA     | Ret        |      |
| Ret  | Fausto Gresini         | MBA     | Ret        |      |
| Ret  | Henk van Kessel        | MBA     | Ret        |      |
| Ret  | Per-Edvard Carlsson    | MBA     | Ret        |      |
| Ret  | Anton Straver          | MBA     | Ret        |      |
| Ret  | Alfred Waibel          | Real    | Ret        |      |
| Ret  | Bady Hassaine          | MBA     | Ret        |      |
| Ret  | Hans Müller            | MBA     | Ret        |      |
| Ret  | Gerhard Waibel         | MBA     | Ret        |      |
| Ret  | August Auinger         | MBA     | Ret        |      |
| Ret  | Hans Spaan             | MBA     | Ret        |      |
| Ret  | Willy Pérez            | MBA     | Ret        |      |
| Ret  | Ángel Nieto            | Garelli | Ret        |      |
| Ret  | Esa Kytölä             | MBA     | Ret        |      |
| Ret  | Andrés Sánchez         | MBA     | Ret        |      |

## Resultados 50cc
En 50 c.c. Stefan Dörflinger no tuvo rival, dominando de punta a punta y aprovechando la mala salida del italiano Eugenio Lazzarini, quien efectuó una gran remontada y acabó segundo.
| Pos. | Piloto              | Moto       | Tiempo     | Pts. |
| ---- | ------------------- | ---------- | ---------- | ---- |
| 1    | Stefan Dörflinger   | Kreidler   | 36:35.200  | 15   |
| 2    | Eugenio Lazzarini   | Garelli    | +47.210    | 12   |
| 3    | Hagen Klein         | FKN        | +1:05.280  | 10   |
| 4    | Ingo Emmerich       | Kreidler   | +1:37.360  | 8    |
| 5    | Paul Rimmelzwaan    | Roton      | +1:55.230  | 6    |
| 6    | George Looijesteijn | Kreidler   | +2:03.610  | 5    |
| 7    | Paul Bordes         | Moto 2L    | +1 Vuelta  | 4    |
| 8    | Theo Timmer         | Casal      | +1 Vuelta  | 3    |
| 9    | Hans Koopman        | Kreidler   | +1 Vuelta  | 2    |
| 10   | Massimo De Lorenzi  | Minarelli  | +1 Vuelta  | 1    |
| 11   | Reiner Scheidhauer  | Kreidler   | +1 Vuelta  |      |
| 12   | Ramón Galí          | Bultaco    | +1 Vuelta  |      |
| 13   | Reiner Koster       | M1         | +1 Vuelta  |      |
| 14   | Klaus Kull          | Kawadrom   | +1 Vuelta  |      |
| 15   | Hans-Joachim Ritter | Kreidler   | +1 Vuelta  |      |
| 16   | Jos van Dongen      | Kreidler   | +1 Vuelta  |      |
| 17   | Chris Baert         | Kreidler   | +2 Vueltas |      |
| 18   | Mika-Sakari Komu    | Kreidler   | +2 Vueltas |      |
| 19   | Gérard Velay        | Kreidler   | +2 Vueltas |      |
| 20   | Jean-Marc Velay     | Kreidler   | +2 Vueltas |      |
| Ret  | Joaquín Galí        | Bultaco    | Ret        |      |
| Ret  | Gerhard Singer      | Kreidler   | Ret        |      |
| Ret  | Gerhard Bauer       | Ziegler    | Ret        |      |
| Ret  | Kasimir Rapczynski  | Kreidler   | Ret        |      |
| Ret  | Joe Genoud          | Kreidler   | Ret        |      |
| Ret  | Hans Spaan          | Kreidler   | Ret        |      |
| Ret  | Rainer Kunz         | FKN        | Ret        |      |
| Ret  | Stefan Danielsson   | Kreidler   | Ret        |      |
| Ret  | Yves Le Toumelin    | TYL        | Ret        |      |
| Ret  | Hans-Jürgen Hummel  | Sachs      | Ret        |      |
| Ret  | Paolo Priori        | Paolucci   | Ret        |      |
| Ret  | Zdravko Matulja     | Tomos      | Ret        |      |
| Ret  | Henri Laporte       | Moto       | Ret        |      |
| Ret  | Claudio Lusuardi    | Moto Villa | Ret        |      |
| Ret  | Philippe Linares    | SBM        | Ret        |      |
| Ret  | Claude Delarbre     | ABF        | Ret        |      |